# Relações entre Filipinas e Rússia
As relações entre Filipinas e Rússia são as relações diplomáticas estabelecidas entre a República das Filipinas e a Federação Russa. A Rússia possui uma embaixada em Manila. As Filipinas possuem uma embaixada em Moscou, e dois consulados em São Petersburgo e Vladivostok. Os dois países são membros da APEC.

## História
Ambos os países, Filipinas e Rússia, possuem relações históricas que podem ser divididas em dois períodos distintos: as relações com a União Soviética, de 1976 a 1991, e as relações com a Federação Russa e os Estados sucessores soviéticos a partir de 1992.